# Honda CB 125 F
Honda CB 125 F – lekki motocykl szosowo-turystyczny produkowany przez koncern motocyklowy Honda jako następca modelu CBF 125.

## Dane techniczne/Osiągi[2]
- Silnik: jednocylindrowy OHC chłodzony powietrzem
- Pojemność silnika: 124.7 cm³
- Moc maksymalna: 10,6 KM przy 7750 obr./min
- Maksymalny moment obrotowy: 10,2 Nm przy 6250 obr./min
- Hamulec Przedni: pojedynczy tarczowy, 2-tłoczkowy zacisk
- Hamulec Tylny: Bębnowy
- Zawieszenie przednie: Widelec teleskopowy
- Zawieszenie tylne: Wahacz stalowy